# Красная книга Ханты-Мансийского автономного округа — Югры
Красная книга Ханты-Мансийского автономного округа — Югры — официальный документ, содержащий свод сведений о состоянии, распространении и мерах охраны редких и находящихся под угрозой исчезновения видов (подвидов, популяций) диких животных и дикорастущих растений и грибов, обитающих (произрастающих) на территории Ханты-Мансийского автономного округа — Югры.

## Издания
Красная книга учреждена в 1999 году. Первое издание вышло в 2003 году и включало 227 таксонов, в том числе 71 — животных, 140 — растений и 16 — грибов.
Второе издание, вышедшее в 2013 году, включает 265 таксонов, из которых 48 — животных (в том числе 10 — млекопитающих, 26 — птиц, 3 — земноводных, 2 — рыб, 7 — насекомых), 150 — растений (в том числе 112 — покрытосеменных, 16 — папоротниковидных, 4 — плауновидных, 18 — мохообразных), 29 — лишайников и 38 — грибов.
Красная книга кроме того включает список видов, нуждающихся в особом внимании к их состоянию в природной среде.

## Категории
Используются 7 категорий статуса редкости видов:
- 0 — Вероятно исчезнувшие (2 вида)
- 1 — Находящиеся под угрозой исчезновения (11)
- 2 — Сокращающиеся в численности (35)
- 3 — Редкие (183)
- 4 — Неопределённые по статусу (30)
- 5 — Восстанавливаемые и восстанавливающиеся (2)
- 6 — Вне опасности (2)

## Список видов
В скобках приведена категория статуса редкости.

### Животные

#### Млекопитающие
- Castor fiber pohlei — Западносибирский речной бобр (1)
- Eptesicus nilssonii — Северный кожанок (3)
- Erinaceus europaeus — Обыкновенный ёж (4)
- Myotis brandtii — Ночница Брандта (3)
- Myotis dasycneme — Прудовая ночница (3)
- Myotis daubentonii — Водяная ночница (4)
- Myotis petax — Восточная ночница (4)
- Ochotona hyperborea uralensis — Уральская северная пищуха (3)
- Rangifer tarandus fennicus — Лесной северный олень (3)
- Vespertilio murinus — Двухцветный кожан (3)

- Dicrostonyx torquatus — Копытный лемминг
- Microtus middendorffi — Полёвка Миддендорфа
- Pteromys volans — Обыкновенная летяга

#### Птицы
- Anser erythropus — Пискулька (2)
- Anser fabalis — Гуменник (3)
- Aquila chrysaetos — Беркут (2)
- Aquila clanga — Большой подорлик (4)
- Bubo bubo — Филин (2)
- Ciconia nigra — Чёрный аист (3)
- Circus macrourus — Степной лунь (4)
- Crex crex — Коростель (2)
- Cygnus bewickii — Малый лебедь (2)
- Emberiza aureola — Дубровник (1)
- Eudromias morinellus — Хрустан (4)
- Falco peregrinus — Сапсан (2)
- Falco rusticolus — Кречет (2)
- Falco vespertinus — Кобчик (3)
- Gallinago media — Дупель (2)
- Grus grus — Серый журавль (3)
- Grus leucogeranus — Стерх (1)
- Haematopus ostralegus — Кулик-сорока (3)
- Haliaeetus albicilla — Орлан-белохвост (3)
- Melanitta fusca — Обыкновенный турпан (2)
- Numenius arquata — Большой кроншнеп (3)
- Numenius phaeopus — Средний кроншнеп (4)
- Pandion haliaetus — Скопа (3)
- Rufibrenta ruficollis — Краснозобая казарка (3)
- Sturnus vulgaris — Обыкновенный скворец (3)
- Surnia ulula — Ястребиная сова (4)

- Anser anser — Серый гусь
- Calidris alpina — Чернозобик
- Calidris subminuta — Длиннопалый песочник
- Chen caerulescens — Белый гусь
- Cinclus cinclus uralensis — Оляпка
- Gavia stellata — Краснозобая гагара
- Lagopus mutus — Тундряная куропатка
- Lanius excubitor — Серый сорокопут
- Limosa lapponica — Малый веретенник
- Pernis apivorus — Обыкновенный осоед
- Pluvialis squatarola — Тулес
- Prunella atrogularis — Черногорлая завирушка
- Stercorarius parasiticus — Короткохвостый поморник

- Calidris alpina — Чернозобик
- Calidris subminuta — Длиннопалый песочник
- Cinclus cinclus uralensis — Оляпка
- Falco tinnunculus — Обыкновенная пустельга
- Gavia stellata — Краснозобая гагара
- Lagopus mutus — Тундряная куропатка
- Lanius excubitor — Серый сорокопут
- Mergus albellus — Луток
- Mergus merganser — Большой крохаль
- Mergus serrator — Длинноносый крохаль, или Средний крохаль
- Pernis apivorus — Обыкновенный осоед
- Pluvialis squatarola — Тулес
- Prunella atrogularis — Черногорлая завирушка
- Prunella montanella — Сибирская завирушка
- Scolopax rusticola — Вальдшнеп
- Stercorarius parasiticus — Короткохвостый поморник

#### Пресмыкающиеся
- Lacerta agilis — Прыткая ящерица

- Lacerta agilis — Прыткая ящерица
- Vipera berus — Обыкновенная гадюка

#### Земноводные
- Lissotriton vulgaris — Обыкновенный тритон (4)
- Rana amurensis — Сибирская лягушка (среднеобская и эсская популяции) (3)
- Rana temporaria — Травяная лягушка (3)

#### Рыбы
- Acipenser baerii baerii — Сибирский осётр, или Обский осётр (1)
- Hucho taimen — Обыкновенный таймень (популяции уральских притоков Нижней Оби) (1)

#### Насекомые
- Apatura metis — Переливница Метис (4)
- Bombus schrencki — Шмель Шренка (3)
- Borearctia menetriesii — Медведица Менетри (3)
- Carabus menetriesi — Жужелица Менетри (4)
- Erebia edda — Чернушка эдда (4)
- Parnassius phoebus — Аполлон Феб (4)
- Pterostichus drescheri — Птеростих Дрешера (4)

- Boloria oscarus — Перламутровка Оскар
- Boloria selenis — Перламутровка селенис
- Calopteryx splendens — Красотка блестящая
- Calopteryx virgo — Красотка-девушка
- Carabus ermaki — Жужелица Ермака
- Carabus macleayi — Жужелица Маклея
- Carabus regalis — Жужелица королевская
- Catocala fraxini — Орденская лента голубая
- Coenonympha hero — Сенница геро
- Dacne notata — Грибоед заметный
- Erebia cyclopius — Чернушка циклоп
- Erebia discoidalis — Чернушка мраморная
- Ischnura elegans — Стрелка изящная
- Issoria eugenia — Перламутровка Евгения
- Meloe violaceus — Майка синяя
- Nehalennia speciosa — Стрелка блестящая
- Oeneis melissa — Бархатница мелисса
- Papilio machaon — Махаон
- Parnassius apollo — Парусник Аполлон
- Parnassius mnemosyne — Мнемозина
- Peltis grossa — Щитовидка большая
- Saturnia pavonia — Павлиний глаз малый ночной
- Semblis phalaenoides — Ручейник бабочковидный
- Trachypachus zetterstedti — Трахипахус Зеттерштедта
- Triphysa albovenosa — Трифиза беложилковая

- Boloria oscarus — Перламутровка Оскар
- Boloria selenis — Перламутровка селенис
- Carabus ermaki — Жужелица Ермака
- Carabus macleayi — Жужелица Маклея
- Carabus maeander — Жужелица меандр
- Carabus sibiricus — Жужелица сибирская
- Carabus tuberculosus — Жужелица бугорчатая
- Ceruchus chrysomelinus — Рогачик листоедовидный
- Dacne notata — Грибоед заметный
- Erebia cyclopius — Чернушка циклоп
- Erebia discoidalis — Чернушка мраморная
- Issoria eugenia — Перламутровка Евгения
- Maculinea arion — Голубянка арион
- Maculinea nausithous — Пятнистокрылка черноватая
- Maculinea telejus — Пятнистокрылка обыкновенная
- Meloe violaceus — Майка синяя
- Pararctia lapponica — Медведица лапландская
- Parnassius apollo — Парусник Аполлон
- Parnassius mnemosyne — Мнемозина
- Polystichus connexus — Полистихус перевязанный
- Saturnia pavonia — Павлиний глаз малый ночной
- Semblis phalaenoides — Ручейник бабочковидный
- Triphysa albovenosa — Трифиза беложилковая

### Растения

#### Покрытосеменные
Двудольные
- Adonis sibirica — Горицвет сибирский (1)
- Alyssum obovatum — Бурачок обратнояйцевидный (3)
- Anemonastrum biarmiense — Анемонаструм пермский (6)
- Arabis alpina — Резуха альпийская (3)
- Arnica iljinii — Арника Ильина (3)
- Asarum europaeum — Копытень европейский (1)
- Aster alpinus — Астра альпийская (3)
- Aster sibiricus — Астра сибирская (3)
- Astragalus frigidus — Астрагал холодный (3)
- Astragalus gorczakovskii — Астрагал Горчаковского (2)
- Astragalus uliginosus — Астрагал болотный (3)
- Bartsia alpina — Бартсия альпийская (3)
- Calluna vulgaris — Вереск обыкновенный (3)
- Cardamine nymanii — Сердечник Нимана (3)
- Castilleja arctica subsp. vorkutensis — Кастиллея воркутинская (2)
- Chimaphila umbellata — Зимолюбка зонтичная (3)
- Chrysosplenium tetrandrum — Селезёночник четырёхтычинковый (3)
- Cirsium palustre — Бодяк болотный (4)
- Cortusa matthioli — Кортуза Маттиоля (3)
- Cotoneaster melanocarpus — Кизильник черноплодный (3)
- Cotoneaster uralensis — Кизильник уральский (3)
- Dendranthema zawadskii — Дендрантема Завадского (3)
- Dianthus repens — Гвоздика ползучая (3)
- Dianthus versicolor — Гвоздика разноцветная (3)
- Draba cinerea — Крупка серая (3)
- Draba fladnizensis — Крупка фладницийская (3)
- Endocellion sibiricum — Белокопытник сибирский (3)
- Eremogone saxatilis — Еремогона скальная (3)
- Eritrichium villosum — Незабудочник мохнатый (3)
- Galium triflorum — Подмаренник трёхцветковый (4)
- Gypsophila uralensis — Качим уральский (3)
- Lagotis uralensis — Лаготис уральский (2)
- Lathyrus humilis — Чина приземистая (3)
- Linum boreale — Лён северный (1)
- Minuartia stricta — Минуарция прямая (3)
- Minuartia verna — Минуарция весенняя (3)
- Novosieversia glacialis — Акомастилис ледяной (3)
- Nymphaea candida — Кувшинка чисто-белая (3)
- Nymphoides peltata — Нимфейник щитолистный (3)
- Oxygraphis glacialis — Оксиграфис ледяной (2)
- Oxytropis ivdelensis — Остролодочник ивдельский (Oxytropis uralensis — Остролодочник уральский) (3)
- Paeonia anomala — Пион уклоняющийся (3)
- Papaver lapponicum subsp. jugoricum — Мак югорский (3)
- Pentaphylloides fruticosa — Пятилистник кустарниковый (3)
- Phlojodicarpus villosus — Вздутоплодник мохнатый (1)
- Pinguicula alpina — Жирянка альпийская (3)
- Pinguicula vulgaris — Жирянка обыкновенная (3)
- Polemonium boreale — Синюха северная (3)
- Polygala wolfgangiana — Истод Вольфганга (3)
- Potentilla nivea — Лапчатка белоснежная (3)
- Pulmonaria mollis — Медуница мягенькая (3)
- Pulsatilla flavescens — Прострел желтеющий (3)
- Rhodiola quadrifida — Родиола четырёхлепестная 2)
- Rhodiola rosea — Родиола розовая (3)
- Salix arbuscula — Ива деревцевидная (3)
- Saussurea parviflora — Соссюрея мелкоцветковая (3)
- Saxifraga cespitosa — Камнеломка дернистая (3)
- Saxifraga foliolosa — Камнеломка листочковая (3)
- Saxifraga hirculus — Камнеломка болотная (3)
- Saxifraga hyperborea — Камнеломка северная (3)
- Saxifraga oppositifolia — Камнеломка супротивнолистная (3)
- Schivereckia hyperborea — Шиверекия северная (3)
- Scorzonera glabra — Козелец голый (3)
- Scrophularia nodosa — Норичник узловатый (3)
- Seseli condensatum — Жабрица густоцветковая (3)
- Sophianthe samojedorum — Ложнозорька самоедов (0)
- Thymus paucifolius — Тимьян малолистный (2)
- Thymus pseudalternans — Тимьян ложночередующийся (2)
- Tilia cordata — Липа сердцевидная (3)
- Trollius apertus — Купальница открытая (3)
- Trollius asiaticus — Купальница азиатская (3)
- Veronica spicata — Вероника колосистая (3)
- Viola brachyceras — Фиалка короткошпорцевая (4)

- Actaea spicata — Воронец колосистый
- Cassiope tetragona — Кассиопея четырёхгранная
- Diapensia lapponica — Диапенсия лапландская
- Elatine hydropiper — Повойничек водноперечный
- Hypericum maculatum — Зверобой пятнистый
- Hypericum perforatum — Зверобой продырявленный
- Pedicularis compacta — Мытник компактный
- Pedicularis verticillata — Мытник мутовчатый
- Pinguicula villosa — Жирянка волосистая
- Saxifraga nivalis — Камнеломка снежная

- Cassiope tetragona — Кассиопея четырёхгранная
- Coccyganthe flos-cuculi — Горицвет обыкновенный, или Горицвет кукушкин
- Crataegus sanguinea — Боярышник кроваво-красный
- Daphne mezereum — Волчеягодник обыкновенный
- Delphinium elatum — Живокость высокая
- Elatine hydropiper — Повойничек водноперечный
- Elatine triandra — Повойничек трёхтычинковый
- Hypericum maculatum — Зверобой пятнистый
- Hypericum perforatum — Зверобой продырявленный
- Hypopitys monotropa — Подъельник обыкновенный
- Lagotis minor — Лаготис малый
- Lathyrus gmelinii — Чина Гмелина
- Lathyrus pisiformis — Чина гороховидная
- Lathyrus vernus — Чина весенняя
- Melilotoides platycarpos — Мелилотоидес плоскоплодный
- Nymphaea tetragona — Кувшинка четырёхгранная
- Pedicularis compacta — Мытник компактный
- Pedicularis verticillata — Мытник мутовчатый
- Pinguicula villosa — Жирянка волосистая
- Saussurea controversa — Соссюрея спорная
- Saxifraga nivalis — Камнеломка снежная
- Subularia aquatica — Шилолистник водяной
- Tanacetum bipinnatum — Пижма дваждыперистая
- Thymus serpyllum — Тимьян ползучий
- Trollius europaeus — Купальница европейская

Однодольные
- Allium microdictyon — Лук мелкосетчатый (3)
- Allium strictum — Лук торчащий (3)
- Baeothryon alpinum — Пухонос альпийский (5)
- Bromopsis vogulica — Кострец вогульский (3)
- Calypso bulbosa — Калипсо луковичная (1)
- Carex arnellii — Осока Арнелля (3)
- Carex bicolor — Осока двухцветная (3)
- Carex fuliginosa subsp. misandra — Осока нижнетычинковая (3)
- Carex ledebouriana — Осока Ледебура (3)
- Carex sabinensis — Осока сабинская (3)
- Coeloglossum viride — Пололепестник зелёный (3)
- Coleanthus subtilis — Колеант маленький (6)
- Cypripedium calceolus — Башмачок настоящий (1)
- Cypripedium guttatum — Башмачок крапчатый (3)
- Dactylorhiza incarnata — Пальчатокоренник мясо-красный (3)
- Dactylorhiza maculata — Пальчатокоренник пятнистый (4)
- Dactylorhiza traunsteineri — Пальчатокоренник Траунштейнера (2)
- Elytrigia reflexiaristata — Пырей отогнутоостый (3)
- Epipactis atrorubens — Дремлик тёмно-красный (2)
- Epipactis palustris — Дремлик болотный (2)
- Epipogium aphyllum — Надбородник безлистный (2)
- Gagea granulosa — Гусиный лук зернистый (3)
- Gagea samojedorum — Гусиный лук ненецкий (2)
- Gymnadenia conopsea — Кокушник длиннорогий (3)
- Hammarbya paludosa — Хаммарбия болотная (3)
- Herminium monorchis — Бровник одноклубневый (0)
- Iris sibirica — Ирис сибирский (3)
- Juncus stygius — Ситник стигийский (5)
- Kobresia myosuroides — Кобрезия мышехвостниковая (3)
- Koeleria asiatica — Тонконог азиатский (3)
- Leucorchis albida — Леукорхис беловатый (2)
- Lilium pilosiusculum — Лилия саранка (3)
- Listera ovata — Тайник яйцевидный (3)
- Malaxis monophyllos — Мякотница однолистная (3)
- Platanthera bifolia — Любка двулистная (3)
- Potamogeton sarmaticus — Рдест сарматский (4)
- Spiranthes amoena — Скрученник приятный (2)
- Triglochin maritima — Триостренник приморский (4)
- Triglochin palustre — Триостренник болотный (4)

- Allium angulosum — Лук угловатый
- Listera cordata — Тайник сердцевидный

- Allium angulosum — Лук угловатый
- Brachypodium pinnatum — Коротконожка перистая
- Carex alba — Осока белая
- Carex livida — Осока свинцово-зелёная
- Carex obtusata — Осока притуплённая
- Corallorhiza trifida — Ладьян трёхнадрезный
- Goodyera repens — Гудайера ползучая
- Listera cordata — Тайник сердцевидный
- Luzula rufescens — Ожика рыжеватая
- Luzula spicata — Ожика колосистая
- Potamogeton trichoides — Рдест волосовидный
- Schizachne callosa — Овсовидка мозолистая

#### Папоротниковидные
- Asplenium ruta-muraria — Костенец постенный (4)
- Asplenium viride — Костенец зелёный (2)
- Botrychium boreale — Гроздовник северный (2)
- Botrychium lanceolatum — Гроздовник ланцетовидный (2)
- Botrychium lunaria — Гроздовник полулунный (3)
- Cryptogramma crispa — Криптограмма курчавая (2)
- Cryptogramma stelleri — Криптограмма Стеллера (3)
- Cystopteris fragilis — Пузырник ломкий (3)
- Cystopteris sudetica — Пузырник судетский (3)
- Dryopteris filix-mas — Щитовник мужской (2)
- Dryopteris fragrans — Щитовник пахучий (3)
- Polystichum lonchitis — Многорядник копьевидный (3)
- Thelypteris palustris — Телиптерис болотный (3)
- Woodsia alpina — Вудсия альпийская (2)
- Woodsia glabella — Вудсия гладковатая (3)
- Woodsia ilvensis — Вудсия эльбская (2)

- Athyrium distentifolium — Кочедыжник расставленнолистный

- Athyrium distentifolium — Кочедыжник расставленнолистный
- Botrychium multifidum — Гроздовник многораздельный
- Cystopteris dickieana — Пузырник Дайка
- Cystopteris montana — Пузырник горный
- Dryopteris cristata — Щитовник гребенчатый
- Matteuccia struthiopteris — Страусник обыкновенный
- Polypodium vulgare — Многоножка обыкновенная
- Pteridium aquilinum — Орляк обыкновенный

#### Плауновидные
- Huperzia selago — Баранец обыкновенный (3)
- Isoëtes setacea — Полушник щетинистый (4)
- Lycopodiella inundata — Ликоподиелла заливаемая (3)
- Selaginella selaginoides — Плаунок плауновидный (3)

#### Мохообразные
- Bryhnia novae-angliae — Брюния ново-английская (3)
- Calypogeia suecica — Калипогейя шведская (3)
- Dichelyma capillaceum — Дихелима волосовидная (3)
- Discelium nudum — Дисцелиум голый (3)
- Haplocladium microphyllum — Гаплокладиум мелколистный (3)
- Heterogemma laxa — Гетерогемма рыхлая (3)
- Homalia trichomanoides — Гомалия трихомановидная (3)
- Meesia triquetra — Меезия трёхгранная (3)
- Neckera pennata — Неккера перистая (3)
- Odontoschisma denudatum — Одонтосхизма оголённая (3)
- Paludella squarrosa — Палюделла оттопыренная (3)
- Psilopilum cavifolium — Псилопилум вогнутолистный (3)
- Riccardia chamaedryfolia — Риккардия дубровколистная (3)
- Schistostega pennata — Схистостега перистая (3)
- Scorpidium scorpioides — Скорпидиум скорпионовидный (3)
- Sphagnum subfulvum — Сфагнум рыжеватый (3)
- Sphagnum tenellum — Сфагнум нежный (3)
- Zygodon sibiricus — Зигодон сибирский (3)

- Hypnum plicatulum — Гипнум слабоскладчатый
- Physcomitrella patens — Фискомитрелла отклонённая
- Plagiothecium latebricola — Плагиотециум скрытный
- Polytrichum jensenii — Политрихум Йенсена

- Buxbaumia aphylla — Буксбаумия безлистная
- Calliergon richardsonii — Каллиергон Ричардсона
- Dichelyma falcatum — Дихелима серповидная
- Fontinalis dalecarlica — Фонтиналис далекарлийский
- Grimmia elongata — Гриммия удлинённая
- Meesia longiseta — Меезия длинноножковая
- Meesia uliginosa — Меезия топяная

#### Лишайники
- Asahinea scholanderi — Асахинея Шоландера (3)
- Bryoria bicolor — Бриория двухцветная (3)
- Bryoria capillaris — Бриория волосовидная (3)
- Cetrelia alaskana — Цетрелия аляскинская (3)
- Collema fragrans — Коллема пахучая (3)
- Collema nigrescens — Коллема чернеющая (3)
- Collema subflaccidum — Коллема увядающая (3)
- Collema subnigrescens — Коллема почти-чёрная (3)
- Dendriscocaulon umhausense — Дендрискокаулон Умгаусена (3)
- Evernia prunastri — Еверния сливовая (3)
- Hypogymnia submundata — Гипогимния чистоватая (2)
- Leptogium azureum — Лептогиум лазоревый (3)
- Leptogium cyanescens — Лептогиум синеватый (3)
- Lichenomphalia hudsoniana — Лихеномфалия гудзонская (3)
- Lobaria pulmonaria — Лобария лёгочная (3)
- Lobaria scrobiculata — Лобария ямчатая (2)
- Melanelia fuliginosa — Меланелия буро-чёрная (3)
- Normandina pulchella — Нормандина красивенькая (3)
- Pannaria conoplea — Паннария шерстистая (3)
- Pannaria rubiginosa — Паннария ржаво-красная (3)
- Parmelina tiliacea — Пармелина липовая (3)
- Phaeophyscia hispidula — Феофисция коротко-щетинисто-волосистая (3)
- Pyxine sorediata — Пиксине соредиозная (3)
- Ramalina farinacea — Рамалина мучнистая (3)
- Ramalina sinensis — Рамалина китайская (3)
- Tuckneraria laureri — Тукнерария Лаурера (3)
- Usnea barbata — Уснея бородатая (3)
- Usnea hapalotera — Уснея нежная (3)
- Usnea longissima — Уснея длиннейшая (2)

- Bryoria fuscescens — Бриория буроватая
- Usnea foveata — Уснея ямчатая

#### Грибы
- Amylocystis lapponica — Амилоцистис лапландский (3)
- Antrodiella foliaceodentata — Антродиелла листозубчатая (3)
- Armillaria ectypa — Опёнок чеканный (2)
- Arrhenia lobata — Аррения лопастная (4)
- Arrhenia peltigerina — Аррения пельтигеровая (4)
- Ascocoryne turficola — Аскокорине торфяная (3)
- Baeospora myriadophylla — Беоспора тысячепластинковая (4)
- Boletopsis grisea — Болетопсис серый (3)
- Chroogomphus flavipes — Мокруха желтоножковая (3)
- Chrysomphalina chrysophylla — Хризомфалина золотистопластинковая (3)
- Clavariadelphus pistillaris — Рогатик пестичный (3)
- Clavariadelphus truncatus — Рогатик усечённый (3)
- Cortinarius violaceus — Паутинник фиолетовый (3)
- Entoloma fuscomarginatum — Энтолома тёмноокаймлённая (4)
- Erastia salmonicolor — Эрастия лососевая [syn.  Hapalopilus salmonicolor — Гапалопилус лососевый] (3)
- Fomitopsis officinalis — Фомитопсис лекарственный, или Лиственничная губка (2)
- Ganoderma lucidum — Ганодерма блестящая, или Трутовик лакированный (3)
- Geoglossum sphagnophilum — Геоглоссум сфагнолюбивый (4)
- Gomphus clavatus — Гомфус булавовидный (3)
- Gyroporus cyanescens — Гиропор синеющий, или Синяк (3)
- Haploporus odorus — Гаплопорус пахучий (3)
- Hericium cirrhatum — Гериций кудрявый (3)
- Hericium erinaceus — Гериций гребенчатый (3)
- Ionomidotis irregularis — Иономидотис неправильный (4)
- Lentinus pilososquamulosus — Пилолистник волосисто-чешуйчатый (3)
- Limacella illinita — Лимацелла масляная (разновидность краснеющая, var. rubescens) (3)
- Omphalina discorosea — Омфалина розоводисковая (3)
- Onnia tomentosa — Онния войлочная (3)
- Perenniporia subacida — Переннипория кисловатая (3)
- Pluteus fenzlii — Плютей Фенцля (3)
- Ramaria fennica — Рамария финская (3)
- Ramaria rubella — Рамария красноватая (3)
- Rigidoporus crocatus — Ригидопорус шафранно-жёлтый (3)
- Royoporus pseudobetulinus — Ройопорус ложноберёзовый [syn.  Polyporus pseudobetulinus — Полипорус ложноберёзовый] (3)
- Sarcodontia spumea — Саркодонция пенообразная [syn.  Spongipellis spumeus — Спонгипеллис пенообразный] (4)
- Sarcosoma globosum — Саркосома шаровидная (3)
- Sparassis crispa — Спарассис курчавый, или Грибная капуста (3)
- Verpa conica — Сморчковая шапочка коническая (3)

- Abortiporus biennis — Абортипорус двухлетний
- Climacodon septentrionalis — Ежовик северный
- Hericium coralloides — Гериций коралловидный
- Ischnoderma resinosum — Ишнодерма смолистая
- Laetiporus sulphureus — Серно-жёлтый трутовик
- Leccinum percandidum — Осиновик белый
- Leptoporus mollis — Лептопорус мягкий
- Oxyporus populinus — Оксипорус тополевый
- Phaeolus schweinitzii — Феолус Швейница
- Pycnoporellus fulgens — Пикнопореллус блистательный

- Bovista limosa — Порховка илистая
- Clavulinopsis corniculata — Клавулинопсис рожковидный
- Diplomitoporus crustulinus — Дипломитопорус корковый
- Entoloma poliopus — Энтолома гладконожковая
- Hericium coralloides — Гериций коралловидный
- Inonotus leporinus — Инонотус заячий, или Заячий трутовик
- Ischnoderma benzoinum — Ишнодерма смолисто-пахучая
- Leptoporus mollis — Лептопорус мягкий
- Neolecta vitellina — Неолекта желточно-жёлтая
- Phellinidium ferrugineofuscum — Феллинидиум ржаво-бурый [syn.  Phellinus ferrugineofuscus — Феллинус ржаво-бурый]
- Polyporus tubaeformis — Полипорус воронковидный
- Pseudohydnum gelatinosum — Псевдогиднум желатинозный, или Ложноежовик студенистый
- Pycnoporellus fulgens — Пикнопореллус блестящий
- Sarcoleotia globosa — Сарколеоция шаровидная
- Steccherinum murashkinskyi — Стекхеринум Мурашкинского